# 楠木ともり The Music Reverie
『楠木ともり The Music Reverie』（くすのきともり ミュージックレベリー）は、文化放送制作のラジオ番組。パーソナリティは、声優の楠木ともり。 
この記事では、2020年10月29日（28日深夜）から2023年2月28日（27日深夜）に放送されていた『CultureZスペシャル 楠木ともり The Music Reverie』（カルチャーズスペシャル くすのきともり ミュージックレベリー）についても扱う。

## 番組内容
番組では、パーソナリティの楠木ともりが仕事やプライベートで感じたこと、および音楽について話している。また、番組で放送される楽曲について、幅広く選曲することも特徴である。公式ウェブサイトの番組紹介では「TALK＆MUSICプログラム」としている。
番組での楠木の愛称は「ともりさん」である。また、番組の略称およびTwitterのハッシュタグは「ktmr」である。
楠木は番組制作に対する姿勢について、「私は音楽オタクというより一般的な音楽ファンで、自分ではライトなほうだと思っている」としたうえで「このラジオで新たな音楽に出会うリスナーさんもいるはずなので、『この曲いいんだよ、聴いてね！』くらいに気軽に提案するほうがいいのかなと実感しています」と述べている。
楠木が歌う楽曲について、音源の初解禁が本番組で行われることもある。

## コーナー紹介

### 現在

#### オリジナルコーナー
Tomori Selection
リスナーから募集したテーマに沿って、楠木が選曲する。選曲については楠木の家族に協力してもらうこともあるが、「最終的には『これは私のラジオだから！』といって私が決めているんです（笑）」と話している。
Tomori Call
番組からリスナーに電話をかけ（逆電）、楠木とリスナーが会話する。トーク内容は「相談したいこと」「報告したいこと」「とにかく話したい！」などである。
Tomori Anison Study
楠木が知らないアニソンを研究する。
Tomori Recom麺d（ともりレコめんド）
ラーメン好きな楠木に、珠玉の一杯を紹介する。リスナーからラーメンに関するメールが多数送られたため、コーナー化した。
時をかけるともりランキング
特定の年の音楽ランキングや出来事を紹介する。

#### CultureZ共通コーナー
『CultureZ』全曜日共通のコーナーが、この番組でも放送されている。
8DAYS
CultureZが注目するアーティストが8日間パーソナリティを務めるミニトーク番組。

### 過去

#### オリジナルコーナー
Tomoreply（ともりぷ）
公式Twitterでメッセージを募り、Twitter上のリプライではなく、番組内で返事をするコーナー。
Tomori Cover Commentary
楠木が自身のライブで披露したカバー曲を流すコーナー。

#### CultureZ共通コーナー
CultureZフラッシュ
番組冒頭で放送される。様々なジャンルの話題をニュース形式で伝える。
君もポッドキャスター
2020年10月29日 - 2021年2月25日に放送。「ポッドキャストスター」を誕生させるため、リスナーから音源を募り、番組内で紹介する。募集するテーマは時期により異なる。

## 出演者
- 楠木ともり（くすのきともり）：メインパーソナリティ[1]

### ゲスト
- 2020年4月6日 - 多田三洋[20]
- 2020年8月22日 - 重永亮介[21]
- 2020年12月24日 - 菊池真義、山地恒太、磯部舞子[注 2][22]
- 2021年2月25日 - 土岐麻子[23]
- 2021年12月28日 - 菊池真義、幡宮航太、宮本將行、高尾俊行[注 3][24]
- 2022年11月28日‐TOOBOE、syudou[25]
- 2023年5月29日‐TOOBOE[26]

## スタッフ
- 構成作家：小林洋平（通称『ちゃんこ』）[7] - 楠木が休演の場合は代理パーソナリティを務める。

## 放送
2020年4月4日（3日深夜） - 2020年9月26日（25日深夜）にかけては、毎週土曜1:00 - 2:00（金曜深夜）に文化放送で放送されていた。この期間では、収録放送を基本としたうえで一部の回が生放送であった。
2020年10月29日（28日深夜）からは、文化放送の深夜ワイド番組『CultureZ』（カルチャーズ、火曜 - 金曜 1:00 - 3:00）にて『CultureZスペシャル 楠木ともり The Music Reverie』として放送されている。放送日は基本的に毎月最終木曜（水曜深夜）で、最終週以外の放送となる月もある。10月以降は基本的に生放送で、一部の回は収録放送となる。
2021年3月30日（29日深夜）からは、放送日時を毎月最終火曜1:00 - 3:00（月曜深夜）に移動する。
なお、本番組の「文化放送A&Gゾーン」の扱いについては単独番組のみの扱いで、『CultureZスペシャル』の放送期間中は一般番組の扱いになっていた。
2023年3月24日（23日深夜）をもって『CultureZ』が終了したため、『CultureZスペシャル』としての放送は2月28日（27日深夜）が最後となった。3月28日（27日深夜）からは放送日時を毎週火曜1:30 - 2:00（月曜深夜）に変更の上、再び収録放送に戻る。また、東海ラジオは単独番組への変更後も同時ネットを続ける。
2023年10月4日（3日深夜）からは放送日時は毎週水曜1:30 - 2:00（火曜深夜）へ変更になり、引き続き東海ラジオも同時ネットを続けていたが、週1のレギュラー放送および東海ラジオでのネットは2024年3月27日（26日深夜）をもって終了した。
2024年4月以降は、文化放送のみ特番という形で不定期での放送となり、その第1回が2024年4月26日21:00 - 22:30に『レコメン!Ａ』の時間枠で放送された。

## ネット配信
2020年10月以降、CultureZの他の曜日と同様に、番組の切り抜き音源が放送回ごとにYouTubeで配信されている。

## 関連書籍・関連グッズ
番組開始から1周年となったことを記念する番組グッズとして、『ラーメンどんぶり&レンゲセット』が発売された。

## その他
番組内で使用されるジングル（一部）は、kiki vivi lily『Brand New』を使用している。
番組の放送終了後、番組内で放送された楽曲のプレイリストが公式Twitterで公開される。